# Рапайн-Кланаць
44°58′ пн. ш. 15°05′ сх. д. / 44.96° пн. ш. 15.08° сх. д.
Рапайн-Кланаць (хорв. Rapain Klanac) — населений пункт у Хорватії, в Лицько-Сенській жупанії у складі громади Бринє.

## Населення
Населення за даними перепису 2011 року становило 20 осіб.
Динаміка чисельності населення поселення:

## Клімат
Середня річна температура становить 8,87 °C, середня максимальна – 22,31 °C, а середня мінімальна – -6,51 °C. Середня річна кількість опадів – 1369 мм.
| Клімат поселення                              | Клімат поселення | Клімат поселення | Клімат поселення | Клімат поселення | Клімат поселення | Клімат поселення | Клімат поселення | Клімат поселення | Клімат поселення | Клімат поселення | Клімат поселення | Клімат поселення | Клімат поселення |
| Показник                                      | Січ.             | Лют.             | Бер.             | Квіт.            | Трав.            | Черв.            | Лип.             | Серп.            | Вер.             | Жовт.            | Лист.            | Груд.            |                  |
| Середній максимум, °C                         | 5,50             | 7,14             | 10,25            | 14,28            | 18,66            | 22,18            | 22,31            | 22,15            | 18,06            | 13,70            | 8,45             | 4,37             |                  |
| Середня температура, °C                       | −0,5             | 1,13             | 4,26             | 8,27             | 12,65            | 16,17            | 18,20            | 18,04            | 13,95            | 9,60             | 4,34             | 0,28             |                  |
| Середній мінімум, °C                          | −6,51            | −4,87            | −1,76            | 2,26             | 6,66             | 10,16            | 14,10            | 13,94            | 9,84             | 5,49             | 0,26             | −3,83            |                  |
| Норма опадів, мм                              | 96               | 95               | 100              | 113              | 100              | 106              | 72               | 90               | 135              | 159              | 170              | 133              |                  |
| Середньомісячна швидкість вітру, м/с          | 2.57             | 2.69             | 2.88             | 2.73             | 2.52             | 2.34             | 2.30             | 2.25             | 2.35             | 2.51             | 2.80             | 2.82             |                  |
| Середньомісячна сонячна радіація, кДж/м²·день | 4293             | 7045             | 10457            | 14948            | 19173            | 20856            | 22609            | 19340            | 14158            | 9013             | 4762             | 3615             |                  |
| --------------------------------------------- | ---------------- | ---------------- | ---------------- | ---------------- | ---------------- | ---------------- | ---------------- | ---------------- | ---------------- | ---------------- | ---------------- | ---------------- | ---------------- |
| Джерело:                                      |                  |                  |                  |                  |                  |                  |                  |                  |                  |                  |                  |                  |                  |